# Johnny Hazard
Johnny Hazard è personaggio immaginario protagonista di una omonima serie a fumetti a strisce giornaliere e a tavole domenicali realizzato da Frank Robbins e distribuito dal King Features Syndicate ai quotidiani statunitensi dal 1944 al 1977.

## Caratterizzazione del personaggio
Il protagonista è inizialmente un pilota americano prigioniero in un campo di concentramento tedesco dal quale riesce a fuggire e tornare a combattere sul fronte del Pacifico contro l’aviazione giapponese; nel dopoguerra diviene pilota civile e dirige una compagnia aerea privata ma, durante la Guerra Fredda, diviene agente segreto per il governo americano; infine diviene investigatore privato per una compagnia aerea. Il personaggio è dinamico e coraggioso ma privo di qualsiasi approfondimento psicologico sempre impegnato in missioni in giro per il mondo affiancato da splendide donne e fronteggiato da spie straniere russe o orientali.